# Castelo Breachacha
O Castelo Breachacha localiza-se na costa de Loch Breachacha, na pequena ilha de Coll, nas ilhas de Argyll, na Escócia.
Trata-se de um castelo medieval, reformado no século XVIII. Erguido com a própria pedra da ilha, encontra-se atualmente em bom estado de conservação.